# Hip Hop na Veia: Só Sangue Bom
Hip Hop na veia: Só Sangue Bom é uma coletânea de rap lançada em 2000 composta por vários artistas. Contém 14 faixas de diferentes artistas, descritas mais abaixo:

## Faixas
1. Senhor Tempo Bom - Thaíde
2. Eu Tiro É Onda - Marcelo D2
3. Fogo Na Bomba - De Menos Crime
4. A Vingança - Face da Morte
5. Eu Sou Uma Droga - Rap Sensaction
6. A Verdadeira Malandragem - GOG
7. Sou Negrão - Rappin Hood  [4]
8. Traficando Informação - MV Bill
9. Minha Cultura - Da Guedes
10. Tik Tak - Doctor MC's
11. Só Sangue Bom - Realidade Cruel
12. Mandando Bronca - Pavilhão 9
13. África - Firma
14. Festa - KRS